# Lijst van onderscheidingen van de 15. Waffen-Grenadier-Division der SS (lettische Nr. 1)
Dit is een lijst van onderscheidingen van de 15. Waffen-Grenadier-Division der SS (lettische Nr. 1).

## Dragers van het Duits Kruis

### In goud
- Vilis Januhms, Waffen-Standartenführer, Waffen-Grenadiers-Regiment der SS 33[1][2]
- Hans Pomrehn, SS-Hauptsturmführer[3]

## Drager van de Erebladgesp
- Vilis Hāzners, Waffen-Sturmbannführer, Waffen-Grenadiers-Regiment der SS 32

## Dragers van het Ridderkruis van het IJzeren Kruis
- Karlis Aperats, Waffen-Obersturmbannführer, Kommandeur des Waffen-Grenadiers-Regiment der SS 32[4][5]
- Adolf Ax, SS-Oberführer, Führer der 15. Waffen-Grenadier-Division der SS (lettische Nr. 1)[6][7][8][9]
- Nikolaus Heilmann, SS-Oberführer, Oberst der Schutzpolizei, Kommandeur der 15. Waffen-Grenadier-Division der SS (lettische Nr. 1)[10][11]
- Erich Wulff, Major i.G (Kommandiert zur Waffen-SS), Erster Generalstabsoffizier der 15. Waffen-Grenadier-Division der SS (lettische Nr. 1)[12][7][13][9]